# اریک پیترسن
اریک پیترسن (دانمارکی: Erik Petersen؛ زادهٔ ۲۳ سپتامبر ۱۹۳۹) قایقران روئینگ اهل دانمارک بود.
وی در مسابقات کشوری و بین‌المللی در مجموع برندهٔ ۱ مدال طلا، ۱ مدال نقره، ۱ مدال برنز شده‌است.